# مدرسة الدويحس
مدرسة الدويحس هي معهد إسلامي عراقي في بلدة الزبير في جنوب العراق، أُسس سنة 1180هـ الموافقة 1766م، اُشتهر المعهد باسم مؤسسه دويحس بن عبد الله الدويحس، وتخرّج من هذا المعهد علماء دين وفقهاء كثر من أقطار متعددة، معهد الدويحس أول مدرسة دينية في الزبير جنوب العراق بعد نشوء بلدة الزبير عند خرائب البصرة الأولى، أُغلقت المدرسة سنة 1359هـ / 1941م، بعد وفاة الشيخ عبد الله بن عبد الرحمن الحمود، ثم طالبَ أهل الزبير بإعادتها، ففتحت منذئذٍ حتى سنة 1386هـ/ 1966م حين دَمجت مديريةُ الأوقاف مدرسة الدويحس ضمن سبع مدارس دينية في البصرة لتكون كلهنّ مدرسة واحدة، وصار مقرها منذئذٍ في مدينة البصرة. خصص ابن دويحس أوقافاً من نخيل البصرة للنفقة على المدرسة، كما صار يُنفق على المدرسة من أموال الزكاة، لاعتبار هذا النوع من المدارس في سبيل الله، وكان موقع المدرسة مقابل جامع النجادة.

## التأسيس
قال عبد الله البسام، في كتابه علماء نجد خلال ثمانية قرون، إن ابن دويحس «كان رجلا ثرياً يحب الخير، فاقترح عليه الشيخ إبراهيم بن جديد أن يترك له ذِكراً وعملا ينفعه بعد مماته، فأسس هذه المدرسة وجعل لها أوقافاً من أملاك النخيل في البصرة، وجعل لطالب العلم راتبأ يقبضه کل شهر، وجعل من المدرسين لجنة لتولي الأملاك والتدريس وصرف الريوع على جهتين: جهة لإعمار النخيل، والجهة الأخرى لعمارة المدرسة بقيامها بالتدريس ولتوزع على المشايخ والمدرسين وطلاب العلم». وبسبب تخصيص رواتب ومسكن للطلاب، أقبلَ على المدرسة تلاميذ من عدة مناطق إلى الزبير للدراسة في مدرسة الدويحس، وذكر عبد الله البسام أنه قيل ««لا يبلغ طالب العلم كماله حتى يتخرج أو يحضر دروسًا في سبع مدارس في سبعة بلدان: مدرسة الدويحس في الزبير، ومدرسة آل أبي بكر في الأحساء، ومدرسة الألوسي في بغداد، والأزهر في مصر، ومدرسة المرادية في دمشق»». ينتسب دويحس إلى آل شماس، قال محمد بن ناصر العبودي «آل شماس إحدى العوائل الكبيرة في الزبير وجدهم الذي هبط إلى الزبير هو دويحس الشماس وترتبط هذه العائلة بتأسيس مدرسة الدويحس التي كان لها الفضل في تخريج الكثير من العلماء وطلاب العلم». وقال عبد الرزاق الصانع وعبد العزيز عمر العلي في كتابهما (إمارة الزبير بن هجرتين) المنشور سنة 1989 "وكانت المدرسة المسمّاة مدرسة الدويحس ذاتَ شأن يُذكر وقد أسستها المحسنة حصة العقيل سنة 1023 ولها أوقاف كثيرة وحالتها الآن مؤسفة بالرغم من أوقافها هذه" وقال المؤلفان في الحاشية "المشهور أن مؤسس مدرسة الدويحس هو المحسن دويحس الشماس من آل شماس الأسرة الزبيرية المعروفة سنة 1188 هـ".

## مدرسوها
في أول نشأة مدرسة الدويحس، كان قضاة الزبير يُدرّسون في المدرسة. قال علي أباحسين «وكان التدريس فيها يتولاه عادة قضاة البلد إذ جرت العادة أن يكون القاضي في البلد إماماً وخطيباً في المسجد الجامع المقابل للمدرسة وهو جامع النجادة، كما يقوم بوظيفة التدريس في مدرسة الدويحس علاوة على قيامه بمهمة القضاء في البلدة، ويُعيّن الشيخُ الذي يتولى إمرة البلد بأمر من الدولة العثمانية وقتئذٍ أو من واليها في البصرة، وليس للقاضي صفة رسمية بين مدرسي مدرسة الدويحس».
- إبراهيم بن جديد
- صالح بن سيف بن أحمد العتيقي النجدي الأحسائي، وُلد سنة 1750 م بمدينة حرمة، ثم رحلَ مع شيخه محمد بن فيروز إلى بلدة الزبير بالعراق، واستقرّ فيها واشتغل في التدريس بمدرسة الدويحس وتوفي بالزبير آخر شهر صفر سنة 1223 هـ الموافق 4 آب سنة 1808 م، ودُفي بمقبرة الزبير.[10]
- إبراهيم بن غملاس
- صبغة الله الحيدري
- حبيب بن قاسم آغا الكروي البغدادي
- عثمان بن محمد بن أحمد الجامع
- عبد الله بن حمود
- عبد الجبار بن علي البصري
- أحمد الدايل
- صالح بن حمد المبيض، وهو والد عبد الملك الصالح المبيض
- محمد بن حمد العسافي
- عبد الله بن محمد الرابح، وهو آخر المدرسين
- عبد الله بن سليمان النفيسة، كان تدريسه حتى سنة 1300هـ.

## تلاميذها
- محمد بن عبد الله بن حميد، مؤلف كتاب السحب الوابلة على ضرائح الحنابلة.
- فراج بن سابق بن فراج الزبيري، وُلد بالزبير، وتوفي سنة 1246 الهجرية،[11] وكان في زمان محمد عبد الوهاب، قال بن فراج "كنا نتلقى مع الدراسة راتبا للمعيشة وكان یزید عن حاجتي فأرسل منه إلى أهلي.[12][5]

قد خرجت هذه المدرسة عددا كبيرا من فقهاء وعلماء الزبير، وأغلبهم من الحنابلة.